# Zajsanovka
Zajsanovka (Russisch: Зайсановка) is een plaats (selo) in de gorodskoje poselenieje van Kraskino binnen het district Chasanski in het uiterste zuidwesten van de Russische kraj Primorje. De plaats werd gesticht in 1880 en telt 3 inwoners (1 januari 2005) en is daarmee een van kleinste nederzettingen van het district.
De nederzetting ligt aan de monding van de rivier de Gladkaja, aan de Expeditiebocht (Бухта Экспедиции) van de Posjetbaai. Door het gehucht loopt de rijksweg Razdolnoje - Chasan (A189) en het gehucht heeft een spoorstation aan de lijn Oessoeriejsk - Chasan. De plaats ligt op 60 kilometer van het districtcentrum Slavjanka en op ongeveer 224 kilometer van Vladivostok.
Bestuurlijk centrum: Slavjanka

Andrejevka · Bamboerovo · Barabasj · Barsovy · Baza Kroeglaja · Bezverchovo · Chasan · Filippovka · Gvozdevo · Kamysjovoje · Kedrovaja · Kraskino · Kravtsovka · Lebedinoje · Majak Bjoesse · Majak Gamova · Narva · Ovtsjinnikovo · Perevoznoje · Pojma · Posjet · Pozjarski · Primorski · Provalovo · Risovaja Pad · Rjazanovka · Romasjka · Sjachtjorskoje · Soechaja Retsjka · Soechanovka · Tsoekanovo · Vitjaz · Zajsanovka · Zanadvorovka · Zaroebino